# Vincenzo Natali
Vincenzo Natali é uma roteirista e diretor de cinema estadunidense, mais conhecido por escrever e dirigir os filmes Splice e  Cubo.

## Biografia
Natali nasceu em Detroit, Michigan. Sua mãe era pintora e professora e seu pai era fotógrafo.
Possui descendência inglesa e italiana. Sua família mudou-se para Toronto quando ele tinha um ano.
Algum tempo depois participou do programa de cinema da Universidade Ryerson e acabou sendo contratado como  storyboarder na Nelvana Animation Studios.
A estréia de Natali na direção se deu em 1997 quando foi abordado para dirigir Cubo (1997). O filme se tornou um sucesso mundial, destacando-se principalmente no Japão e na França. Sendo que na França arrecadou US$15 milhões, quebrando recordes de bilheteria para um filme canadense. No 19º Genie Awards, o filme recebeu cinco indicações e ganhou também o prêmio de Melhor Longa-Metragem Canadense no Festival Internacional de Cinema de Toronto. Depois deste sucesso, Natali passou a dirigir vários outros filmes como Cypher (2002) e Nothing (2003).
Seguindo a estréia de Splice em Junho de 2010, acredita-se que Natali fará uma adaptação de Túneis para o cinema, livro infanto-juvenil de sucesso escrito por Roderick Gordon e Brian Willians, outra de High Rise, um romance de J.G. Ballard de 1975,  e uma adaptação em 3D do personagem em quadrinhos de Len Wein Bernie Wrightson, Monstro do Pântano para o produtor Joel Silver. Porém, um artigo no The Hollywood Reporter anunciou que Natali substituiria Joseph Khan como diretor de adaptação da novela cyberpunk Neuromancer, obra prima de William Gibson de 1984.

## Filmografia

### Diretor
- Elevated (1997)
- Cubo (1997)
- Cypher (2002)
- Nothing (2003)
- Getting Gilliam (2005)
- Paris, je t'aime / Paris, I Love You (2006)
  - segmento: Quartier de la Madeleine
- Splice (2010)
- Neuromancer (2011)
- Theorem (2012)
- High Rise (2012)
- Túneis
- Monstro do Pântano
- Campo do medo (2019)

### Roteirista
- Elevated (1997)
- Cube (1997)
- Nothing (2003)
- Paris, je t'aime / Paris, I Love You (2006)
  - segmento: Quartier de la Madeleine
- Splice (2010)
- Neuromancer (2011)